# Isabel Thierauch
Isabel Thierauch (* 1985 in Berlin) ist eine deutsche Schauspielerin.

## Leben
Isabel Thierauch lebte zwischen 2005 und 2008 in Santiago de Chile, wo sie von Frühjahr 2007 bis Ende 2008 die Universidad Finis Terrae besuchte und Schauspiel studierte. Nach ihrer Rückkehr nach Deutschland folgte von 2009 bis Sommer 2013 ein Schauspielstudium an der Otto-Falckenberg-Schule in München.
Während ihres Studiums trat sie in mehreren Produktionen an den Münchner Kammerspielen auf. 2012 gastierte sie als Rattenmamsell in dem Ibsen-Stück Klein Eyolf beim Berliner „Theater unterm Dach“. In den Spielzeiten 2015/16 und 2016/17 war sie als Gast für zwei Produktionen an der Volksbühne am Rosa-Luxemburg-Platz in Berlin engagiert. 2020/21 gastierte sie am Schauspiel Köln in dem Theaterstück Wut von Elfriede Jelinek.  
Thierauch arbeitet hauptsächlich für den Film und das Fernsehen. Bereits während des Studiums wirkte sie in Kurzfilmen mit und hatte 2011 eine Rolle in dem Musikvideo Rainbows von Sepalot. Für ihre Hauptrolle in dem Kurzfilm Happy B-Day (2013), mit Gabriel Raab als Partner, wurde sie 2014 beim „Vienna Fright Nights Film Festival“, in der Kategorie „Beste Darstellerin“ ausgezeichnet.
Ihre erste Kinohauptrolle hatte Thierauch in dem 2014 entstandenen und 2018 bei den Internationalen Hofer Filmtagen uraufgeführten Spielfilm Zwischen Sommer und Herbst, eine romantische Liebesgeschichte über das lesbische Coming-out einer 17-Jährigen, das durch die Begegnung mit der von Thierauch verkörperten 24-jährigen Sozialpädagogik-Studentin Eva ausgelöst wird. In dem 2015 gedrehten und 2016 bei den Internationalen Hofer Filmtagen uraufgeführten Filmdrama Die Haut der Anderen von Thomas Stiller, das im April 2018 auch in die deutschen Kinos kam, spielte Thierauch, an der Seite von Oliver Mommsen, die weibliche Hauptrolle Justine, eine verheiratete Krankenschwester, die auf sexuelle Fetisch- und Würgespiele steht und die sich auf eine Beziehung mit dem erfolgreichen, pornosüchtigen Marc Deville, ein Autor für erotische Literatur, einlässt. In dem Kinofilm Therapie (2016), der im Rahmen der Fernsehreihe „Filmdebüt im Ersten“ auch im Fernsehen ausgestrahlt wurde, verkörperte Thierauch in der zweiten weiblichen Hauptrolle als Nina eine junge aggressive Frau, die mit ihrer Freundin Alia (Taneshia Abt), der Hauptfigur des Films, vor einigen Jahren mehrere Straftaten verübt hat.
Verstärkt übernimmt Thierauch seit 2016 Gastrollen in Krimireihen und Fernsehserien, u. a. in Gottlos – Warum Menschen töten (2016, Regie: Thomas Stiller), Ein starkes Team (2016, Regie: Roland Suso Richter), SOKO München (2017), Familie Dr. Kleist (2018, als besorgte Enkelin, die sich um ihre möglicherweise an Demenz erkrankte Großmutter kümmert, an der Seite von Christiane Blumhoff und Francis Fulton-Smith), Marie Brand (2018) und SOKO Hamburg (2018, als tatverdächtige Wirtin einer Dorfkneipe).
In der ZDF/ZDFneo-Serie Zarah – Wilde Jahre (2017) verkörperte sie in zwei Folgen, an der Seite von Claudia Eisinger und Florian Steffens, die RAF-Terroristin Jutta Beelitz. Eine dramatische Serienhauptrolle hatte Thierauch in der ZDF-Serie Der Bergdoktor; sie verkörperte eine junge Frau, die Opfer einer Vergewaltigung wurde und ihre daraus entstandene Tochter zur Adoption freigibt. In der 3. Staffel der ZDF-Fernsehserie Die Spezialisten – Im Namen der Opfer (Erstausstrahlung ab Oktober 2018) übernahm Thierauch eine durchgehende Seriennebenrolle als attraktive Staatsanwältin Viktoria Nissen, die eine Affäre mit der Serienhauptfigur Kriminalhauptkommissar Henrik Mertens (Matthias Weidenhöfer) eingeht. In der 10. Staffel der deutsch-österreichischen Fernsehserie Die Bergretter (2018) spielte sie eine der Episodenhauptrollen als junge Lehramtsreferendarin, die eine Liebesbeziehung mit einem Schüler hat.
Im Kölner Tatort: Bombengeschäft (Erstausstrahlung: März 2019) verkörperte sie die junge Sprengmeisterin Katharina Vostell, die mit ihrem getöteten Kollegen im Bosnienkrieg gemeinsam Minen entschärft hat und seitdem nicht nur beruflich mit ihm verbunden ist. In der 6. Staffel der TV-Serie Morden im Norden (Erstausstrahlung: Oktober 2019) übernahm sie eine der Episodenhauptrollen als schwangere frühere Freundin eines ermordeten ehemaligen Alkoholikers, die zunehmend unter Tatverdacht gerät.
Im 89. Film der ZDF-Krimireihe Ein starkes Team, Die letzte Reise (2023), war Thierauch als „attraktive“ neue Freundin des ehemaligen LKA-Ermittlers Ben Kolberg (Kai Lentrodt) zu sehen. In der 9. Staffel der TV-Serie In aller Freundschaft – Die jungen Ärzte (2023) spielte sie, an der Seite von Frédéric Brossier, eine dramatische Episodenhauptrolle als Ehefrau des Bauleiters Jo Meerwald.
Thierauch, die aufgrund ihres mehrjährigen Aufenthalts in Südamerika fließend Spanisch spricht, lebt in Berlin.

## Filmografie
- 2011: Rainbows (Musikvideo)
- 2013: Happy B-Day (Kurzfilm)
- 2014: Das Alte Böse Wir (Kurzfilm)
- 2016: Die Stille (Kurzfilm)
- 2016: Gottlos – Warum Menschen töten: Sex, Drugs & Rock’n Roll (Fernsehserie)
- 2016: Ein starkes Team: Nathalie (Fernsehreihe)
- 2016: Therapie (Kinofilm)
- 2016: Die Haut der Anderen (Kinofilm)
- 2017: SOKO München: Die Schuld der Väter (Fernsehserie)
- 2017: Zarah – Wilde Jahre (Fernsehserie, zwei Folgen)
- 2018: Familie Dr. Kleist: Banges Warten (Fernsehserie)
- 2018: Marie Brand: Marie Brand und der schwarze Tag (Fernsehreihe)
- 2018, 2020: Der Bergdoktor: Versehrte Seelen, Zeit des Erwachens (Fernsehserie, zwei Folgen)
- 2018: Zwischen Sommer und Herbst (Kinofilm)
- 2018: Die Spezialisten – Im Namen der Opfer (Fernsehserie, zehn Folgen)
- 2018: Die Bergretter: Verbotene Liebe (Fernsehserie)
- 2018: Tatort: Bombengeschäft (Fernsehreihe)
- 2018: SOKO Hamburg: Tödliche Ernte (Fernsehserie)
- 2019: Morden im Norden: Vergiss Mein Nicht (Fernsehserie)
- 2020: Liebe. Jetzt!: Nachtschwärmer (Fernsehserie)
- 2022: Der Staatsanwalt: Tod eines Maklers (Fernsehserie)
- 2022: Ein starkes Team: Die letzte Reise (Fernsehreihe)
- 2023: In aller Freundschaft – Die jungen Ärzte: Rückkehr (Fernsehserie)
- 2023: Geschlechterkampf – Das Ende des Patriarchats
- 2024: Der Alte: Das gute Leben (Fernsehserie)
- 2024: Letzte Spur Berlin: Das weiße Rauschen (Fernsehserie)
- 2025: SOKO Stuttgart: Tod eines Apothekers (Fernsehserie)
- 2025: SOKO Leipzig: Faule Eier (Fernsehserie)
- 2025: Der Heimweg
- 2025: SOKO Potsdam: Perfect Match (Fernsehserie)